# Verbascum subsplendidum
Verbascum subsplendidum är en flenörtsväxtart som beskrevs av Karl Heinz Rechinger. Verbascum subsplendidum ingår i släktet kungsljus, och familjen flenörtsväxter. Inga underarter finns listade i Catalogue of Life.